# Festa dels Tonis de Taradell
La Festa dels Tonis, relacionada amb les festes en honor de Sant Antoni Abat, se celebra durant el cap de setmana anterior al dia de Sant Antoni Abat. A l'arxiu parroquial de Taradell hi consten dades de la celebració de les festes en honor de Sant Antoni Abat des de 1780. Des dels inicis del segle xx fins al 1982, la festa dels Tonis s'organitzava a través de l'Associació de Sant Antoni Abat. El 1982 es va constituir l'actual Comissió de festes de Sant Antoni Abat i es va començar a organitzar la festa dels Tonis sense dependre de la parròquia. Des de llavors les festes dels Tonis s'han celebrat de manera ininterrompuda durant el cap de setmana anterior al dia de Sant Antoni abat (17 de gener), amb l'única excepció de l'any 2002.
El Passant dels tres tombs és l'acte central de les festes dels Tonis de Taradell. Es té constància que des de 1949 s'ha realitzat sempre. El dia del passant dels tres tombs la missa del diumenge està dedicada a Sant Antoni Abat i es canten els goigs de Sant Antoni a càrrec del cor parroquial. El dissabte abans del passant dels tres tombs es fa un gran repic de campanes anunciant la festa.
La festa comença amb l'esmorzar per als participants, la benedicció de les cavalleries i el passant que està encapçalat per un capità, un abanderat i dos cordoners. La finalitat d'aquests càrrecs és representar la comissió obrint la comitiva, amb el carro del Sant i el carro de l'hereu i la pubilla del municipi. Per amenitzar el passant i fer-lo més atractiu s'intercalen grups musicals entre els carruatges. També hi participen els grallers de Taradell i el grup de bastoners de l'Esbart Dansaire de Taradell.
Tots els carruatges i eines disponibles a Taradell i alguns d'altres municipis de Catalunya surten al carrer degudament guarnits i carregats a la manera tradicional. Cada any es lliura a tots els participants en el passant un record de les festes dels Tonis. És l'acte que dona per finalitzat el passant dels tres tombs.
Durant aquests dies també s'organitza una exposició temàtica relacionada amb el món rural i els oficis artesans. I el dissabte abans es fan les passejades en burro (que substitueixen les antigues curses) i cap al vespre s'encenen les fogueres de Sant Antoni Abat, que serveixen també per coure la botifarra, la cansalada i les llesques de pa, que, acompanyats per un rajolí de vi dels porrons seran repartits entre la gent. Aquest sopar popular es denomina “Tast del porc”.